# Fan fiction
Fan fiction, fanfiction, cũng viết tắt là fan fic, fanfic, fic hoặc FF, nôm na là tiểu thuyết/hư cấu của người hâm mộ, được đa số mọi người trên thế giới định nghĩa là thể loại truyện về một hoặc nhiều nhân vật dựa trên một tác phẩm gốc, không phải do tác giả gốc viết lên. Thường thì fan fiction ít khi được tác giả gốc, chủ sở hữu, hay nhà xuất bản của tác phẩm công nhận và phần lớn không được xuất bản một cách chuyên nghiệp. Chính vì điều này mà rất nhiều truyện có khuyến cáo rằng người viết fan fiction không sở hữu nhân vật nào trong truyện của họ. Đa số truyện sử dụng các chi tiết bao gồm cả chi tiết ảo (không có thật) lẫn chi tiết thực (ví dụ: nhân vật). Các tác giả truyện fan fiction là fan viết truyện của họ và thường hay chia sẻ truyện của họ cho các Fan khác
Fan fiction được văn học coi như một quả bom bộc phá cho những fan hâm mộ cuồng nhiệt đang bị nhốt trong boong-ke. Họ không làm vì tiền bạc, đó không phải là cái fan quan tâm. Các tác giả fan fiction viết nó chỉ để đạt được mục đích duy nhất, đó là sự thỏa mãn. Họ là người hâm mộ, nhưng họ không muốn sống lặng lẽ. Văn hóa đã ăn sâu vào fan, và họ sử dụng văn hóa của chính họ để trao đổi lẫn nhau.